# 珀蒂瓦勒
珀蒂瓦勒（法語：Petit-Val，意为小河谷）是瑞士联邦伯尔尼州伯尔尼汝拉区的市镇。该市镇面积为23.90平方千米，海拔高度843米，2018年12月31日人口数为426。2015年1月1日，珀蒂瓦勒由原市镇沙泰拉、莫尼布勒、索尔内坦与苏博兹合并而成。